# 김우준 (프로게이머)
김우준(2005년 3월 22일 ~ )은 대한민국의 전직 카트라이더 프로게이머이다.
과거에는 Spell, WooJun이라는 아이디를 사용했다.

## 선수 시절
2022년 3월, 2022-1시즌 개인전에 참가하면서 커리어를 시작했다. 2022-1시즌 개인전 16위를 기록했다.
2022년 6월, FINALE e-sports 소속으로 활동한다. 2022-2시즌 팀전 5위, 개인전 8위를 기록했다. 2022수퍼컵 팀전 7위, 개인전 12위를 기록했다.
2023년 3월 2일, ROX 게이밍에 입단하면서 프로 커리어를 시작했다. 프리시즌2 팀전 4위, 개인전 11위를 기록했다. 프리시즌2 팀전 3위, 개인전 15위를 달성했다. 이후 팀에서 퇴단했다.
2023년 8월, FINALE e-sports 소속으로 활동한다. 2023시즌 팀전 6위, 개인전 17위를 기록했다.

## 소속팀
| # | 팀명            | 소속 기간                 | 소속 리그 | 비고 |
| - | --------------- | ------------------------- | --------- | ---- |
| 1 | FINALE e-sports | 2022                      | KRL       |      |
| 2 | ROX 게이밍      | 2023.03.02. ~ 2023.08.02. | KDL       |      |
| 3 | FINALE e-sports | 2023.08.25 ~ 2023.12.09.  | KDL       |      |

## 수상 내역
- 카트라이더: 드리프트 리그 프리시즌 2 팀전 3위